# 唐五代西北方言
唐五代西北方言，又稱唐末西北方言（方音），指中古漢語時期中國西北一帶的方言，是漢語歷史重要術語。這概念出自羅常培1933年著作《唐五代西北方音》，他利用敦煌出土的殘卷上的漢藏對音分析唐朝至五代西北語音。書中使用了《阿彌陀經》、《金剛經》、《千字文》及《大乘中宗見解》四種對音材料。該書是研究晚期中古漢語的重要著作。
後世有學者嘗試考證唐五代西北方言是客家話源頭（丁邦新1987）、晉語源頭（乔全生2004）。其中客家話的考證在1990年代之後遭學界普遍否定，包括橋本萬太郎1992、郭必之2012 。晉語的考證亦未成為學術主流觀點。

## 文獻
1. ↑  丁邦新1987〈論官話方言研究中的幾個問題〉《中央研究院歷史語言所集刊》第58本第4分
2. ↑  乔全生. 现代晋方言与唐五代西北方言的亲缘关系.《中国语文》2004年 第3期
3. ↑  乔全生.  (PDF). 2015  [2020-08-10]. （原始内容存档 (PDF)于2020-08-10）.
4. ↑  1992. 橋本萬太郎. Hakka in Wellentheorie Perspective（客家方言的波浪性发展）. Journal of Chinese Linguistics, Vol. 20, No. 1 (January 1992), pp. 6-7. Hong Kong: Chinese University Press.
5. ↑  2012. 郭必之. 中古全濁聲母在客語中的清化： 時與地的再考察. 《中國語言學集刊》第六卷第一期: 139-155, 2012年